# الصفقة الأوروبية الخضراء
الصفقة الأوروبية الخضراء، التي تمت الموافقة عليها في عام 2020، هي مجموعة من المبادرات السياسية التي تولتها المفوضية الأوروبية تحت هدف شامل يتمثل في جعل الاتحاد الأوروبي محايدًا مناخيًا بحلول عام 2050. ستقدم خطة لتقييم الأثر من أجل تعزيز هدف الاتحاد الأوروبي في خفض انبعاثات الغازات الدفيئة لعام 2030 إلى ما لا يقل عن 50%، ونحو 55% مقارنة بمستويات عام 1990. تتمثل الخطة في مراجعة كل قانون قائم بناءً على انعكاساته المناخية، وإدخال تشريعات جديدة تخص الاقتصاد الدائري، وتجديد المباني، والتنوع البيولوجي، والزراعة، والابتكار.
ذكرت رئيسة المفوضية الأوروبية، أورسولا فون دير لاين، أن الصفقة الأوروبية الخضراء ستشابه «لحظة وصول الإنسان للقمر». عينت فون دير لاين فرانس تيمرمانس نائبًا تنفيذيًا لرئيس المفوضية الأوروبية للصفقة الأوروبية الخضراء. في 13 ديسمبر 2019، قرر المجلس الأوروبي المضي قدمًا في تنفيذ الخطة، مع اختيار بولندا عدم مشاركتها. في 15 يناير 2020، صوت البرلمان الأوروبي أيضًا لصالح الصفقة، مع طلبات لرفع سقف الطموحات.
تركز استراتيجية المفوضية الأوروبية للتغير المناخي التي أطلقت سنة 2020، على هدفها بجعل أوروبا مصدرًا محايدًا لانبعاثات الغازات المسببة للاحتباس الحراري بحلول عام 2050، وإظهار أن الاقتصادات ستنمو دون زيادة استخدام الموارد. تتضمن الصفقة الأوروبية تدابير لضمان عدم تخلف الدول المعتمدة على الوقود الأحفوري عن الركب في الانتقال إلى الطاقة المتجددة.

## الأهداف
يتلخص الهدف الشامل للصفقة الأوروبية الخضراء في تحول الاتحاد الأوروبي إلى أول «كتلة محايدة مناخيًا» بحلول عام 2050. تحمل الصفقة أهدافًا تمتد إلى عدة قطاعات مختلفة، تتضمن البناء والتنوع البيولوجي والطاقة والنقل والغذاء.
تحمل الخطة تعريفات رسومية للكربون في البلدان التي لا تحد من التلوث الناجم عن الغازات الدفيئة بنفس المعدل. تسمى آلية تحقيق ذلك «آلية تسوية حدود الكربون»، وتشمل أيضًا ما يلي:
- بخطة عمل اقتصادية دائرية، أصدرت المفوضية الأوروبية عددًا من المنشورات حول الاقتصاد الدائري، متضمنة منشورًا يقتضي من الدول الأعضاء الاضطلاع بأنشطة تتعلق بتغيير اقتصاداتها إلى اقتصادات دائرية. أصبح الاقتصادي الدائري بالفعل مكونًا رئيسيًا في «الصفقة الأوروبية الخضراء»، «وخطة تعافٍ من فيروس من كورونا» التي وضعتها لجنة فون دير لاين (2019 إلى اليوم)، وكان عنصرًا رئيسيًا في مطامح لجنة جونيكر لخلق اقتصاد مستدام منخفض الكربون وفعال من حيث الموارد والقدرة على المنافسة.[15]
- استعراض جميع الوثائق السياسية ذات الصلة بالمناخ، بما فيها نظام الحد من الانبعاثات المرتبط بالتجارة، وإمكانية تنقيحها (في حال اقتضت الحاجة).
- استراتيجية «من المزرعة إلى المائدة»، إلى جانب تحويل التركيز من الامتثال إلى الأداء (مكافأة المزارعين على إدارة وتخزين الكربون في التربة وتحسين إدارة المغذيات وتقليل الانبعاثات وغيرها).
- مراجعة التوجيه الضريبي للطاقة، والذي يدرس عن كثب إعانات الوقود الأحفوري والإعفاءات الضريبية.[16]

- استراتيجية تنقل مستدامة وذكية.
- استراتيجية للتعامل مع الغابات تخص الاتحاد الأوروبي. سيكون الهدف الرئيسي لهذه الأخيرة هو التشجير الفعال، والحفاظ على الغابات وإصلاحها في أوروبا.

تعتمد الصفقة أيضًا على مبادرة هورايزن يوروب (أفق أوروبا) للاضطلاع بدور محوري في الاستفادة من الاستثمارات الوطنية العامة والخاصة. من خلال الشراكات مع الصناعة والدول الأعضاء، ستدعم المبادرة البحث والابتكار في مجال تكنولوجيات النقل، بما يتضمن البطاريات والهيدروجين النظيف وصنع الفولاذ منخفض الكربون والاقتصادات البيولوجية والبيئة المبنية.
يخطط الاتحاد الأوروبي لتمويل السياسات المنصوص عليها في الصفقة الخضراء من خلال خطة استثمار الصندوق الأوروبي للاستثمارات الاستراتيجية، والتي تتوقع ما لا يقل عن تريليون يورو من الاستثمارات. علاوة على ذلك، من أجل تحقيق الاتحاد الأوروبي أهدافه المحددة في الصفقة، تقدر حاجته إلى نحو 260 مليار يورو سنويًا في شكل استثمارات بحلول 2030.
قبل سنة 1970، بنيت تقريبًا نصف جميع الأبنية السكنية الأوروبية. حينئذ، لم يؤخذ بعين الاعتبار كمية الطاقة المستخدمة في المواد والمعايير. بمعدل التجديد الحالي، قد يستغرق الوصول إلى مجموع من المباني عالي الكفاءة في استهلاك الطاقة ومنزوعة الكربون أكثر من قرن. من بين الأهداف الرئيسية للصفقة الأوروبية الخضراء «مضاعفة معدل التجديد الحالي بنسبة 1% تقريبًا، أو حتى ثلاثة أمثاله على الأقل». ينطبق الأمر أيضًا خارج الاتحاد الأوروبي. إضافة إلى إعادة التأهيل، يلزم الاستثمار للتمكين من تطوير هياكل جديدة كفؤة وملائمة للبيئة.
في يوليو 2021، أصدرت المفوضية الأوروبية جملة تشريعاتها المعنونة «ملائم لـ55»، التي تتضمن مبادئ توجيهية هامة لمستقبل صناعة السيارات: يجب أن تكون جميع السيارات الجديدة المباعة في الاتحاد الأوروبي مركبات خالية من الانبعاثات اعتبارًا من عام 2035.
في سياق اتفاقية باريس، وباستخدام انبعاثات اليوم خط أساس، كون الانبعاثات في الاتحاد الأوروبي انخفضت بنسبة 25% منذ 1990 وحتى 2019، كان هدف التخفيض بنسبة 55% باستخدام عام 1990 خط أساس، يمثل في عام 2019 هدف تخفيض بنسبة 40%، والذي يمكن حسابه باستخدام هذه المعادلة:
{\displaystyle \left({\frac {0.55-0.25}{1-0.25}}\right)=0.40=40\%}
وفقًا لتقرير فجوة الانبعاثات لعام 2020 الصادر عن برنامج الأمم المتحدة للبيئة، فإن تحقيق هدف زيادة درجة الحرارة وفقًا لاتفاق باريس بمقدار 1.5 درجة مئوية (باحتمالية 66%) يتطلب مجموع غازات احترار عالمي مقدرة بمليارات الأطنان من ثاني أكسيد الكربون بنسبة 34/59، أي انخفاض عالمي في الانبعاثات قدره 57% بين عامي 2019 و2030، وبالتالي أعلى كثيرًا من هدف 40% المحدد في الصفقة الأوروبية الخضراء. يمثل هدف خفض الانبعاثات بنسبة 57% في عام 2030 متوسط التخفيضات العالمية، في حين يتوقع أن تسهم الاقتصادات المتقدمة بالمزيد.

## نطاقات السياسة

### الطاقة النظيفة
يعتبر حياد المناخ بحلول عام 2050 الهدف الرئيسي للصفقة الأوروبية الخضراء. لكي يحقق الاتحاد الأوروبي هدفه المتعلق بالحياد المناخي، فإن أحد أهدافه يتمثل في إزالة الكربون من نظام الطاقة لديهم، وذلك من خلال السعي إلى تحقيق «انبعاثات صافية من الغازات الدفيئة بحلول سنة 2050». يجب النظر إلى توجيهاتهم المتعلقة بالطاقة والتعديل عليها في حال نشوء نطاقات شكلية. أيضًا، سيجري استعراض العديد من الضوابط الأخرى القائمة. في عام 2023، ستقوم الدول الأعضاء بتحديث خططها المناخية وخطط الطاقة الوطنية من أجل الالتزام بالهدف المناخي للاتحاد الأوروبي لعام 2030. تشمل المبادئ الرئيسية ما يلي:
- إعطاء الأولوية لكفاءة الطاقة.
- تطوير قطاع للطاقة يعتمد إلى حد كبير على الموارد المتجددة.
- تأمين إمدادات الاتحاد الأوروبي من الطاقة بأسعار معقولة.
- أن يكون سوق الطاقة في الاتحاد الأوروبي متكاملًا ومترابطًا على نحو كامل.[24]

في عام 2020، كشفت المفوضية الأوروبية النقاب عن استراتيجيتها لمستقبل طاقة أكثر تجددًا ونظافة. تمثل استراتيجية الاتحاد الأوروبي لتكامل نظم الطاقة إطارًا لنقلة تخص الطاقة، تشمل تدابير لتحقيق نظام أكثر دائرية، وتدابير لتنفيذ المزيد من الإمداد المباشر بالطاقة، فضلًا عن تطوير أنواع وقود نظيفة (بما فيها الهيدروجين). أطلق التحالف الأوروبي للهيدروجين النظيف؛ نظرًا للدور الخاص الذي يلعبه الهيدروجين في هذا التحول الكبير.